# Francis Ross
Francis Ross (Ellon, 18 febbraio 1998) è un calciatore scozzese, attaccante del Butwal Lumbini.

## Carriera
Cresciuto nel settore giovanile dell'Aberdeen, debutta in prima squadra il 16 maggio 2015 in occasione dell'incontro di Scottish Premiership pareggiato 1-1 contro il Dundee. In seguito ha conquistato una promozione dalla seconda alla prima divisione olandese con i Go Ahead Eagles, club con cui ha anche giocato 4 partite nella prima divisione olandese; nel 2025 si è trasferito al Butwal Lumbini, club della prima divisione nepalese.

## Statistiche
Statistiche aggiornate al 23 dicembre 2021.

### Presenze e reti nei club
| Stagione        | Squadra         | Campionato      | Campionato | Campionato | Coppe nazionali | Coppe nazionali | Coppe nazionali | Coppe continentali | Coppe continentali | Coppe continentali | Altre coppe | Altre coppe | Altre coppe | Totale | Totale | Totale |
| Stagione        | Squadra         | Comp            | Pres       | Reti       | Comp            | Pres            | Reti            | Comp               | Pres               | Reti               | Comp        | Pres        | Reti        | Pres   | Reti   |        |
| --------------- | --------------- | --------------- | ---------- | ---------- | --------------- | --------------- | --------------- | ------------------ | ------------------ | ------------------ | ----------- | ----------- | ----------- | ------ | ------ | ------ |
| 2014-2015       | Aberdeen        | PL              | 2          | 0          | CS+CdL          | 0               | 0               |                    | -                  | -                  | CC          | 0           | 0           | 2      | 0      |        |
| 2015-2016       | Aberdeen        | PL              | 2          | 0          | CS+CdL          | 0               | 0               | UEL                | 0                  | 0                  | CC          | 0           | 0           | 2      | 0      |        |
| 2016-2017       | Aberdeen        | PL              | 3          | 0          | CS+CdL          | 1+0             | 0               | UEL                | 0                  | 0                  | CC          | 2           | 0           | 6      | 0      |        |
| 2017-gen. 2018  | Aberdeen        | PL              | 4          | 1          | CS+CdL          | 0               | 0               | UEL                | 0                  | 0                  | CC          | 2           | 1           | 6      | 2      |        |
| gen.-giu. 2018  | Greenock Morton | 1D              | 15         | 1          | CS+CdL          | 3+0             | 1+0             |                    | -                  | -                  | CC          | 0           | 0           | 18     | 2      |        |
| 2018-2019       | Aberdeen        | PL              | 1          | 0          | CS+CdL          | 0+1             | 0               | UEL                | 0                  | 0                  | CC          | 0           | 0           | 2      | 0      |        |
| 2019-2020       | Ayr Utd         | 1D              | 0          | 0          | CS+CdL          | 0+2             | 0               |                    | -                  | -                  | CC          | 0           | 0           | 2      | 0      |        |
| 2020-2021       | Go Ahead Eagles | 1D              | 15         | 0          | CO              | 3               | 0               |                    | -                  | -                  |             | -           | -           | 18     | 0      |        |
| 2021-2022       | Go Ahead Eagles | ED              | 4          | 0          | CO              | 0               | 0               |                    | -                  | -                  |             | -           | -           | 4      | 0      |        |
| 2025            | Butwal Lumbini  | NSL             | 2          | 0          | -               | -               | -               | -                  | -                  | -                  | -           | -           | -           | 2      | 0      |        |
| Totale carriera | Totale carriera | Totale carriera | 48         | 2          |                 | 10              | 1               |                    | 0                  | 0                  |             | 4           | 1           | 62     | 4      |        |